# Buranteatr
Buranteatr je divadlo a centrum nezávislé scénické tvorby v Brně. Profiluje se jako  tvůrčí platforma se zaměřením na novou činohru, fyzické divadlo a hraniční divadelní formy. BuranTeatr působí na nezávislé brněnské divadelní scéně od roku 2005 a od roku 2010 sídlí v budově sokolského stadionu na Kounicově 20. Vedle divadla a premiér výrazných autorských inscenací se věnuje také pořádání workshopů z různých oblastí scénického umění vedených českými i zahraničními lektory. Kontinuálně se snaží o rozvíjení linie výtvarného umění a hudby. V neposlední řadě organizuje rezidenční pobyty pro tvůrce všech zmíněných oblastí živého umění. BuranTeatr je tvořen skupinou kreativních osobností, jejichž snahou je vytvářet dynamické a tvůrčí prostředí s otevřeným sdíleným prostorem, ve kterém je prolínání uměleckých druhů, žánrů, forem a názorů nutností. BuranTeatr se programově zaměřuje na podporu tvorby, tvůrců a vytváření komunity se zájmem o živé umění. Svoboda, aktivní dialog a kritické myšlení je neoddělitelnou součástí uměleckého i společenského života organizace.
Zakladateli divadla jsou Jan Šotkovský a Michal Zetel, absolventi Divadelní fakulty Janáčkovy akademie múzických umění v Brně, kteří se rozhodli realizovat se mimo rámec již existujících divadel.
V roce 2021 se Buranteatr přeměnil na zónu nezávislého umění co.labs.

## Historie

### Tramtárie
V létě 2003 uzrál v hlavách tehdejších studentů DiFa JAMU nápad založit divadelní soubor. Hlavní snahou bylo zdokonalit komunikaci s diváky na základě příběhu a rozvíjet hereckou práci. Protože v Brně už fungovalo několik nezávislých divadel, zakladatelé se rozhodli přemístit do Olomouce a tam založit malé divadlo s názvem Tramtárie.
Tvůrčí tým se skládal z režisérů Michala Zetela a Romana Groszmanna, dramaturgem byl Jan Šotkovský. Profesionální umělecký soubor nebyl s nulovým rozpočtem reálný, proto v divadle působili především studenti JAMU, oborů dramatické výchovy i teorie divadla. Jmenovitě například Miroslav Ondra, Petr Jarčevský, Petr Tlustý, Jiří Hájek, Ilona Šumná (Š. Hájková), Jitka Páleníková (Šotkovská) a další, kteří později vytvořili jádro souboru.
Po domluvě s Moravským divadlem Olomouc bylo skupině umožněno hrát v bývalém operetním sále (Hořící dům). Místo nebylo ani po úpravách pro divadelníky příliš vyhovující, i přesto uvedli za čtyři měsíce pět premiér počínaje inscenací Tennesseeho Williamse Tramvaj do stanice touha, kterou se divadlo začlenilo do divadelní mapy města.
Od začátku roku 2005 se datovaly problémy s dotacemi od olomouckého magistrátu a soubor se nakonec rozhodl přesídlit téměř celý do Brna. Zde se rýsovala možnost spolupráce s brněnským HaDivadlem působícím v té době v Kabinetu múz. Plán však nakonec nevyšel a soubor se ocitl bez stálého místa.
Divadlo s názvem Tramtárie ale v Olomouci nezaniklo úplně, jména se chopili tehdejší studenti divadelní vědy a v roce 2005 Tramtárii znovu uvedli do provozu jako nezávislé profesionální divadlo.

### Brněnské období
Do nového místa přišel soubor s novým názvem Buranteatr. Název se neodvozuje od burana nebo křupana, nýbrž od „silného stepního větru, vanoucího si bez ohledu na okolí“. Postupem času se pro divadlo vžila přezdívka „Burani“, ke které se divadlo přihlašuje ve svých propagačních materiálech, protože se vnímá jako divadlo „buranské – syrové, přímočaré, neotesané, neuhlazené".
První rok v Brně poznamenala nejistota a soubor neuvedl žádnou premiéru. Začátkem roku 2006 však režisér Michal Zetel nastudoval komedii Yasminy Rezy Obraz, která byla díky malému počtu postav jednoduše realizovatelná. Premiéra proběhla na Sklepní scéně Centra experimentální divadla (CED), kde soubor vystupoval i později pod podmínkou, že bude hrát také představení pro děti. Protože soubor neměl stabilní scénu ani sklady pro kulisy, zkoušení bylo složité, muselo se často improvizovat a zkoušet i v opuštěné továrně a dalších provizorních prostorech.
K hereckým kolegům se tehdy připojily dvě posily v podobě tehdejších studentů činoherního herectví na JAMU Michal Isteník a Jaroslav Matějka. V Buranteatru poprvé účinkovali ve hře Žumpa pod vedením režiséra Romana Grozsmanna a dramaturga Jana Bolívara Pohořelického.
I přes provizorní fungování uvedlo divadlo ve třetí sezóně v Brně premiéry her Pan Polštář, Burani a Jabkenická léta. Tragikomedie Martina McDonagha Pan Polštář a autorská koláž Burani jsou řazeny mezi páteřní inscenace divadla. Inscenace Pan Polštář v roce 2017 oslavila výročí 10 let na repertoáru.
Divadlo v době premiéry ovšem stále nemělo vlastní scénu a potřeba nového místa byla urgentní.

### První stálá scéna
V letním období roku 2008 získal Buranteatr své stálé místo v 1. patře knihkupectví Dobrovský na Joštově ulici v nevyužívaném skladu. Prostor bylo potřeba upravit na vlastní náklady a bylo možné ho smluvně využívat výhradně pro kulturní provoz, případně jej pronajímat dalším souborům. Za několik týdnů vznikl černě vymalovaný sál pro 60 lidí se všemi potřebnými prostory, jako je šatna, sklady pro kulisy, dílna, kuchyňka a kancelář. Hrálo se na zemi a diváci seděli na židlích. Prostor sice neumožňoval velkou variabilitu scény, ale po mnoha měsících provizoria představoval ideální místo pro rozvíjející se soubor.
Nový prostor byl otevřen 14. listopadu 2008 premiérou pohádky Jája a Pája, ve které hráli hlavní role Jiří Hájek a Petr Tlustý. Během působení souboru ve stálém prostoru se stabilizovala dramaturgie, která se stále více zaměřovala na herecké divadlo a vybírala si moderní pravidelné dramatické texty. Soubor se snažil fungovat jako tradičně řízené divadlo v běžném divadelním provozu a postupem času si získal své diváky.
Během dvou sezón uvedl dohromady osm premiér, každý rok čtyři. Pravděpodobně nejúspěšnější inscenací z tohoto období se stal Skleněný zvěřinec Tennesseeho Williamse, který měl premiéru 8. června 2009 v režii Adama Doležala, studenta posledního ročníku oboru činoherní režie na JAMU. Dramaturgem inscenace byl Jan Šotkovský.
V roce 2010 nebyla divadlu prodloužena smlouva z důvodu expanze obchodu a soubor byl nucen hledat nové místo působnosti.

### Buranteatr na Stadionu
Po delším hledání se Buranteatr přesunul do multikulturních prostor Sokolského Stadionu, do bývalého G-studia v budově TJ Sokol na Kounicově ulici, kde působí dodnes. V pozadí velkorysé nabídky stál Tomáš Kadlec. Prostory, které si divadelníci opět museli opravit pro své potřeby, zahrnovaly sál, který lze upravit na malý o kapacitě sedmdesát míst, a velký sál dosahující kapacity pro sto padesát diváků. Díky tomu bylo možné zařadit na repertoár kromě komornějších textů také hry určené pro velké jeviště.
Kromě sálu disponuje divadlo standardním technickým zázemím a vlastní kavárnou, ve které probíhají další kulturní akce. V roce 2017 prošly prostory rozsáhlou rekonstrukcí. 
Místo se stalo kulturně otevřenou platformou i pro další soubory. Během roku probíhají v divadle kromě představení také workshopy, koncerty, výstavy a improvizační dílny otevřené pro veřejnost. Se změnou místa se Buranteatr rozhodl proměnit také dramaturgii. Soubor zaměřující se dosud především na současnou dramatiku se rozhodl orientovat se také na klasické texty.
Do působiště na Stadionu byly přeneseny všechny aktuální inscenace (Venkov, Solaris, Ten třetí, Jak sbalit ženu, Komplic, Burani, Pan Polštář, Obraz a Skleněný zvěřinec).

## Poetika divadla
Divadlo Buranteatr lze od počátku považovat za experimentální scénu, která kromě klasiky inscenuje také vlastní autorskou tvorbu, či pojímá dramatické texty neotřelým způsobem. Mladí tvůrci začínajícího divadla se snažili upřednostnit herecké divadlo ve smyslu stejnojmenného termínu Jaroslava Vostrého, tedy divadla, v němž dramaturgicko-režijní tým vede herce ke srozumitelnému, divácky zajímavému, řemeslně preciznímu a myšlenkově aktuálnímu výkladu hry.
Prioritou divadla byl vždy vícevrstevnatý, kontrastně a mnohostranně viděný obraz člověka, který musí divákovi zprostředkovat sám herec. Kvalita režie měla spočívat ve stylové jednotě, uceleném výkladu textu, vedení jednotlivých herců a jejich vzájemné souhře.
V roce 2013 vystřídal Michala Zetela  na pozici uměleckého šéfa režisér Mikoláš Tyc.
Od roku 2015 divadlo umělecky vede Juraj Augustín, absolvent režie na JAMU, který změnil dramaturgickou koncepci divadla. Buranteatr se pod jeho vedením začal věnovat pohybovému a improvizovanému divadlu. V několika posledních sezónách se Buranteatr rozhodl pro různorodou dramaturgii, která pracuje s novými žánry a zároveň představuje původní dramatické texty. Repertoár obsahuje například sci-fi parodii s katastrofickými scénáři o zániku lidstva, cestováním na vzdálené planety a komunikováním s neznámými nepřátelskými bytostmi (Univerzální sci-fi), hravé představení pro neslyšící (Alenka v říši znaků), ve kterém se kombinuje mluvený jazyk se znakovým, pantomimou a tradičním příběhem Carrolovy „Alenky“. Nebo také pohybovou inscenaci povídky F. M. Dostojevského Něžná, či divadelní komiks Železný major, část II. Vykoupení, jenž kombinuje divadelní principy s kresleným komiksem. Mezi rozličnými žánry se objevil i kabaret (Kabaret U vrtaného kolena aneb Rozbijte prasátka, přátelé!), který humorně nahlíží současnou společnost skrze její patologický vztah k penězům.
Mezi pravidelné dramatické texty, které Buranteatr uvedl, se řadí básnické drama Faust a Markétka, inscenované ovšem jako „pochozí divadlo“, černá komedie s ironickým nadhledem Pan Polštář britského autora Martina McDonagha nebo temná balada z moderního velkoměsta Rolanda Schimmelpfenniga Létající dítě zpracovaná monologickou formou. Dále pak klasický příběh o velké lásce Na větrné hůrce, Skleněný zvěřinec od Tennesseeho Williamse o touze odejít nebo dramatizace románu o pokoře, pýše a otázce svědomí Věž.
Tragikomický obraz světa, filozofické morality o hledání vztahu člověka k jiným lidem, téma životní iluze a sebeobelhávání jsou klíčovými tématy celého Buranteatru. Tvůrci se nebojí nových příležitostí a často tematizují mezilidskou komunikaci. Pestrost repertoáru, která může oslovit různá spektra publika, vyplývá především z pečlivě vybraného týmu spolupracovníků a zároveň z touhy splnit si divadelní sny.

## Umělecký soubor
- Juraj Augustin
- Vojtěch Blahuta
- Šárka Býčková
- Šimon Caban
- Lukáš Černoch
- Anna Čonková
- Kristýna Daňhelová
- Bára DeSousa
- Vojtěch Dlask
- Barbora Dobišarová
- Igor Dostálek
- Vojtěch Dvořák
- Kateřina Falcová
- Jana Fišerová
- Roman Grozsmann
- Jiří Š. Hájek
- Ilona Š. Hájková
- Václav Hanzl
- Lucie Hrochová
- Kristýna Hulcová
- Lucie Ingrová
- Michal Isteník
- Petr Jarčevský
- Dano Junas
- Ondřej Kalužák
- Štěpán Kaminský
- Zdeněk Kocián
- Vojtěch Kosour
- Ivana Krmičková
- Dagmar Křížová
- Danka Kupčuláková
- Sabina Machačová
- Jaroslav Matějka
- Veronika Morávková
- Barbora Nesvadbová
- Pavel Novák
- Jakub Nvota
- Miroslav Ondra
- Pavlína Palmovská
- Ivana Plíhalová
- Marianna Polyáková
- Martina Procházková
- Jakub Rek
- Lukáš Rieger
- Eliška Skálová
- Jitka Šotkovská
- Jan Šotkovský
- Filip Teller
- David Tchelidze
- Magdaléna Tkačíková
- Bára Tlustá
- Petr Tlustý
- Tereza Tomcová
- Tomáš Tušer
- Mikoláš Tyc
- Alžběta Vaculčiaková
- Diana Velčická
- Kateřina Vaselá
- Martin Veselý
- Michal Zetel
- Kamila Zetelová
- Gabriela Ženatá